# Célula glial
Las células gliales o neuroglías son células del tejido nervioso, donde actúan en funciones auxiliares, complementando a las neuronas, que son las principales responsables de la función nerviosa. Las células constituyen una matriz interneural en la que hay una gran variedad de células estrelladas y fusiformes, que se diferencian de las neuronas principalmente por no formar contactos sinápticos. Sus membranas contienen canales iónicos y receptores capaces de percibir cambios ambientales. Las señales activadas dan lugar a la liberación de transmisores aunque carecen de las propiedades para producir potenciales de acción.
Las células gliales desempeñan, de forma principal, la función de soporte de las neuronas; además intervienen activamente en el procesamiento cerebral de la información en el organismo.
La proporción de neuronas y de células gliales en el cerebro varía entre las diferentes especies (aprox. 10:1 en la mosca doméstica, 1:1 en el cocodrilo y 1:10-50 en el hombre).
La palabra glía deriva del griego bizantino γλία, cuyo significado era "liga", "unión" o, también, «pegamento».

## Historia
El tejido glial o neuroglia fue descrito por primera vez en 1859 por el patólogo Rudolf Virchow, quien lo caracterizó como un tipo de cola o pegamento nervioso funcional para las formas de vida; para él, las células gliales eran más bien elementos estáticos sin una función relevante. Fue Santiago Ramón y Cajal en 1891 quien descubrió las células gliales, diferenciándolas de las neuronas e identificándolas claramente como parte del tejido nervioso.

## Características
Las células de sostén del sistema nervioso central se agrupan bajo el nombre de neuroglía o células gliales. Son 5 a 10 veces más abundantes que las propias neuronas.
Las células de la neuroglía, en su mayoría, derivan del ectodermo (la microglía deriva del mesodermo) y son fundamentales en el desarrollo normal de la neurona, ya que se ha visto que un cultivo de células nerviosas no crece en ausencia de células gliales.
A pesar de ser consideradas básicamente células de sostén del tejido nervioso, existe una dependencia funcional muy importante entre neuronas y células gliales. De hecho, las neurogliales cumplen un rol fundamental durante el desarrollo del sistema nervioso, ya que ellas son el sustrato físico para la migración neuronal. También tienen una importante función trófica y metabólica activa, permitiendo la comunicación e integración de las redes neuronales.
Cada neurona presenta un recubrimiento glial complementario a sus interacciones con otras neuronas, de manera que solo se rompe el entramado glial para dar paso a las sinapsis. De este modo, las células gliales parecen tener un rol fundamental en la comunicación neuronal.
La descripción de la glía interlaminar incorpora un tipo celular propio de la corteza cerebral de los primates.
Las células gliales son el origen más común de tumores cerebrales (gliomas).

## Función
Su función es  asegurar el mantenimiento del equilibrio de las neuronas.
La glía cumple funciones de sostén y nutrición (en el sistema nervioso no existe tejido conjuntivo). Estas células han seguido un desarrollo filogénico y ontogénico diferente al de las neuronas. Debido a que son menos diferenciadas que las neuronas, conservan la capacidad mitótica y son las que se encargan de la reparación y regeneración de las lesiones del sistema nervioso.
Son, igualmente, fundamentales en el desarrollo de las redes neuronales desde las fases embrionarias, pues desempeñan el papel de guía y control de las migraciones neuronales en las primeras fases de desarrollo; asimismo, establecen la regulación bioquímica del crecimiento y desarrollo de los axones y dendritas. 
También, son las encargadas de servir de aislante en los tejidos nerviosos, al conformar las vainas de mielina que protegen y aíslan los axones de las neuronas. 
Mantienen las condiciones homeostáticas (oxígeno y nutrientes) y regulan las funciones metabólicas del tejido nervioso, además de proteger físicamente las neuronas del resto de tejidos y de posibles elementos patógenos. Se consideraban responsables de la barrera hematoencefálica, pero se ha visto que son las células endoteliales de los vasos las que la componen. 
Aunque por mucho tiempo se consideró a las células gliales como elementos pasivos en la actividad nerviosa, trabajos recientes demuestran que son participantes activas de la transmisión sináptica, actuando como reguladoras de los neurotransmisores (liberando factores como ATP y sus propios neurotransmisores). Además, las células gliales parecen conformar redes “paralelas” con conexiones sinápticas propias (no neuronales).

### La glía reactiva
En cuanto se produce un daño en el sistema nervioso, la glía reacciona cambiando su estado normal al de glía reactiva, precediendo por lo general la activación microglial a la astroglial. La reactividad glial tiene inicialmente como objeto el reparar daños y normalizar niveles de nutrientes y neurotransmisores; sin embargo, termina por generar lesiones secundarias que pueden llegar a cronificar la patología: provoca muerte neuronal secundaria, ampliando la zona lesionada hasta el punto de verse afectados grupos neuronales que habían quedado intactos hasta el momento.

## Clasificación
Según su ubicación dentro del sistema nervioso, podemos clasificar a las células gliales en dos grandes grupos:

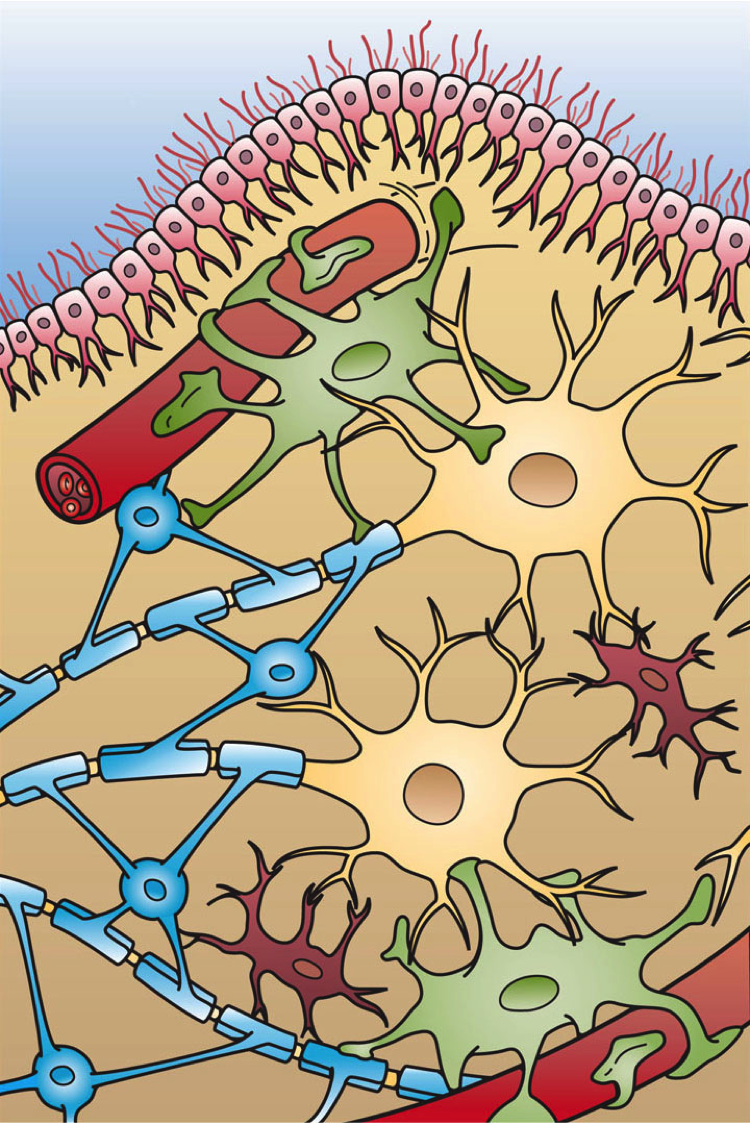
Ilustración de los cuatro tipos diferentes de células gliales que se encuentran en el sistema nervioso central: células ependimarias (rosa claro), astrocitos (verde), células microgliales (rojo oscuro) y oligodendrocitos (azul claro).

### Glía central
Se encuentra en el sistema nervioso central (cerebro, cerebelo, tronco cerebral y médula espinal): 
- Astrocitos
- Glia interlaminar (corteza cerebral)
- Oligodendrocitos
- Microglía
- Células ependimarias

### Glía periférica
Se encuentra en el sistema nervioso periférico, (ganglios nerviosos, nervios y terminaciones nerviosas):
- Células de Schwann
- Células capsulares
- Células de Müller

### Microglía
La microglía son células de origen mesodérmico que penetran en el sistema nervioso en el periodo neonatal. Tienen la capacidad de dividirse por mitosis y pueden transformarse en fagocitos. Se divide en, de acuerdo al estado de activación, en microglía de reposo, activada, y ameboide fagocitaria.
Las células microgliales se encargan de controlar el tejido normal, para lo cual reciben señales de las neuronas que las mantienen en estado de reposo. Son los principales elementos inmunocompetentes y fagocíticos residentes en el sistema nervioso central: participan en la conservación de la homeostasis (detectan microrroturas de la barrera hematoencefálica hasta el nivel de pequeños vasos sanguíneos) y en la retirada de restos celulares; también reparan y limitan la parte de las neuronas 
Representan a los macrófagos del sistema nervioso central. Son parte del sistema inmunitario. Están inactivas en el SNC normal, pero en caso de inflamación o de daño, la microglía digiere (fagocita) los restos de las neuronas muertas.
En el cerebro normal las células de la microglía están en estado de reposo y actúan como sensores del medio ambiente. Está implicada en muchas patologías neurológicas, como el Alzheimer, el Parkinson, la esclerosis múltiple, la demencia asociada al sida o a la respuesta al trauma en el sistema nervioso central.
Fueron descritas por vez primera por F. Robertson y Franz Nissl como staebchenzellen, esto es, células alargadas. Pío del Río Hortega las diferenció de las otras células gliales y les dio su nombre actual.

#### Componentes delSNC
- Astrocitos

Los astrocitos son las principales y más numerosas células gliales, sobre todo en los organismos más evolucionados. Se trata de células de linaje neuroectodérmico que asumen un elevado número de funciones clave para la realización de la actividad nerviosa. Derivan de las células encargadas de dirigir la migración de precursores durante el desarrollo (glía radial) y se originan en las primeras etapas del desarrollo del sistema nervioso central.
Se encargan de aspectos básicos para el mantenimiento de la función neuronal, entrelazándose alrededor de la neurona para formar una red de sostén, y actuando así como una barrera filtradora entre la sangre y la neurona. Cuando existe destrucción neuronal (por ejemplo, tras sufrir un accidente cerebrovascular), también actúan como liberadores del factor de crecimiento nervioso que, a modo de abono biológico, facilita la regeneración de las conexiones neuronales.
- Oligodendrocitos (oligodendroglía)

Los oligodendrocitos o en conjunto oligodendroglía son más pequeños que los astrocitos y tienen pocas prolongaciones. Además de la función de sostén y unión, se encargan de formar la vaina de mielina que envuelve los axones neuronales en el sistema nervioso central.
- Células ependimarias (ependimocitos)

Las células ependimarias (epéndimocitos, tanicitos) revisten los ventrículos del encéfalo y del conducto ependimario de la médula espinal que contienen al líquido cefalorraquídeo (LCR).
Los tanicitos son células de contacto entre el tercer ventrículo del cerebro y la eminencia media del hipotálamo. Se les ha atribuido un papel de transporte de sustancias entre el LCR del tercer ventrículo y el sistema porta hipofisiario. Pueden considerarse una variedad especializada de células ependimarias.
Las células del epitelio coroideo producen el líquido cefalorraquídeo, a nivel de los plexos coroideos, en los ventrículos cerebrales.
- Microglía:

Segregan factores de crecimiento, se multiplican en daño encefálico; en infección, se mueven hacia el área afectada, fagocitan bacterias y restos celulares, liberan compuestos químicos que destruyen bacterias y pueden causar daño neuronal

#### Componentes delSNP
- Células satélite

Las células satélite, proporcionan soporte físico, protección y nutrición para las neuronas ganglionares de los ganglios nerviosos craneales, espinales y autonómicos en el sistema nervioso periférico - (SNP).
- Células de Schwann

Las células de Schwann se encargan de proporcionar aislamiento (mielina) a las neuronas del sistema nervioso periférico (SNP). Son el equivalente periférico de los oligodendrocitos del SNC. Hay que tener en cuenta que el sistema nervioso central está compuesto por el encéfalo y la médula espinal, y el periférico por los nervios que salen de la médula espinal.
- Células de Müller

Representan el principal componente glial de la retina en los vertebrados. Se relacionan con el desarrollo, organización y función de la retina. Puede que tengan algo que ver con el crecimiento del ojo y que intervengan en la modulación del procesamiento de la información en las neuronas circundantes.
Sin embargo, estudios recientes realizados en la Universidad de Leipzig (Alemania) han revelado que las células de Müller cumplen importantes funciones en la retina relacionados con la luz. Estas actuarían a modo de "filtro" de la luz que incide sobre el ojo, de modo que a la retina llegaría una imagen más nítida de la que entraría si esta tuviera que atravesar las distintas capas retinales.
Pese a que este descubrimiento no tiene más aplicación que romper el antiguo dogma de la visión en los seres vivos, puede que tenga utilidad al momento de tratar la ceguera.

## Capacidad de división
Un malentendido común sobre las células gliales es que, en su conjunto, estas conservan su capacidad mitótica en el sistema nervioso maduro (a diferencia de las neuronas). Esto es debido a la constatación de la aparición y proliferación de tejido glial remplazando las neuronas luego de lesiones o traumas que implican daños neuronales. Los estudios muestran que células gliales maduras y bien diferenciadas, como los astrocitos o los oligodendrocitos, no retienen esta capacidad. Solo las células precursoras de los oligodendrocitos residentes en los tejidos del sistema nervioso maduro conservan esta peculiaridad.